# Oxygonus montanus
Oxygonus montanus là một loài bọ cánh cứng trong họ Elateridae. Loài này được Schaeffer miêu tả khoa học năm 1917.